# Jan Balling
Jan Balling (født 22. marts 1953 i København) er en dansk billedhugger og billedkunstner.
Jan Balling, der er søn af filminstruktør Erik Balling og Christa Balling, begyndte sit arbejdsliv som assistent på filmene Olsen-banden ser rødt, Affæren i Mølleby og Olsen-banden deruda', ligesom han leverede special effects til Olsen-banden overgiver sig aldrig og arbejdede som lystekniker på Kassen stemmer. Han var desuden billedkunstneren bag Haveje-dekorationen i Midt om natten.
Han gik i lære hos grafiker Egon Bjerg Nielsen 1973-74 og hos billedhuggerne Henry Luckow-Nielsen og Johan Galster 1974-1975 og blev uddannet fra Århus Kunstakademi fra 1977 til 1979. Siden 1977 har han boet i Aarhus.
Allerede fra 1978 har han udført mange skulpturer og øvrige udsmykninger i hele Danmark. Særligt markant er vandkunsten ved Steno Museet i Aarhus, en glasudsmykning på Favrskov Gymnasium, "Ægget" på Billund Torv, værket "Øksen, Stregen & Livet" i Bjerringbro Byhave, havefontæner ved Viby Lokalcenter samt skulpturen Tiden, Byen og Manden af tidligere Aarhus-borgmester Bernhardt Jensen med sin cykel, der er placeret ved Immervad i Aarhus.
Jan Balling modtog i 1995 prisen "Årets Gulv", og blev i 1998 kåret som årets kunstner. Han var en overgang formand for Danske Billedkunstnere.